# Alosa cantaire
L'alosa cantaire (Mirafra javanica) és una espècie d'ocell de la família dels alàudids (Alaudidae) que habita planures àrides amb herba des de Mauritània, Senegal i Gàmbia, cap a l'est, a través del sud de Mali, Burkina Faso, Benín, sud de Níger, nord de Nigèria, Camerun, sud de Txad, República Centreafricana, el Sudan del Sud fins a Etiòpia, Eritrea i oest de Somàlia, i cap al sud a Uganda, Kenya i nord-est de Tanzània. En Àsia al sud de la Península Aràbiga, Pakistan i Índia.
L'alosa cantaire va ser descrita formalment el 1821 pel naturalista nord-americà Thomas Horsfield a partir d'un exemplar recollit a l'illa de Java. Va situar l'alosa en el gènere Mirafra i va encunyar el nom binomi Mirafra javanica.